# National Park Service
Il National Park Service (Servizio dei parchi nazionali, NPS nella sigla in inglese) è l'agenzia federale statunitense incaricata della gestione dei parchi nazionali, dei Monumenti nazionali e di altri luoghi protetti. 
Fu creata il 25 agosto 1916 mediante una legge organica del Congresso, allo scopo di "conservare il paesaggio e gli oggetti naturali e storici nonché la vita selvaggia in esso contenuti e provvedere al godimento degli stessi in maniera e con mezzi tali da lasciarli inalterati per il godimento delle future generazioni".

## Storia
Il primo nucleo operativo del Servizio forestale statunitense nacque nel 1872 - a seguito della riuscita esplorazione del Lago Yellowstone guidata dal geologo Ferdinand Vandeveer Hayden - con un decreto del presidente Ulysses S. Grant: venne così fondato il Parco nazionale di Yellowstone.

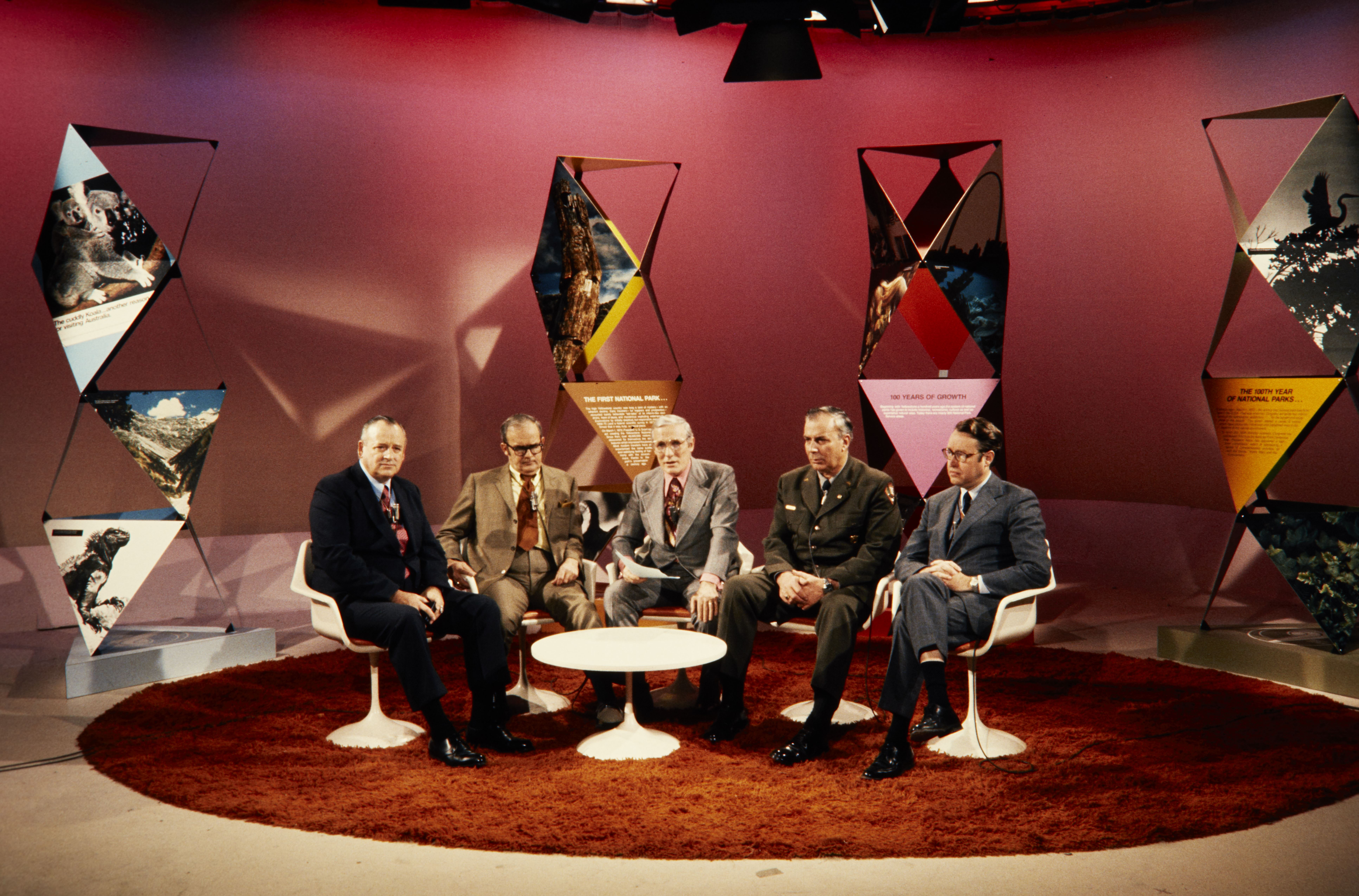
Personale dell'NPS alla trasmissione di NBC Today Show del 1972 per il centenario della fondazione del primo National Park (cioè il Parco nazionale di Yellowstone).

Il 25 agosto 1916 con una legge del Congresso è stato invece fondato ufficialmente il National Park Service.

## Organizzazione
L'agenzia è composta da un personale di oltre 20.000 unità (più oltre 270.000 volontari) che gestiscono oltre 430 aree naturali, storiche e critiche in generale.
Appartiene al Dipartimento dell'Interno del Governo degli Stati Uniti. Non tutte le aree protette rientrano nella competenza del National Park Service, per esempio, Ellis Island, considerata monumento nazionale, appartiene al gestore del Monumento nazionale della Statua della Libertà. In tutti gli stati, eccetto il Delaware, vi è un ufficio di rappresentanza del Servizio.

### Divisioni Speciali
Una delle divisioni speciali del National Park Service è la Polizia dei Parchi, con giurisdizione all'interno di tutti i luoghi di competenza del Servizio, sebbene eserciti principalmente le sue funzioni nelle aree metropolitane.
Nelle zone rurali e selvagge, la giurisdizione spetta ai Ranger. Altre divisioni speciali sono il Servizio americano degli Edifici storici, il Programma nazionale dei Luoghi storici e il Registro nazionale dei Luoghi storici.

### Sistema dei parchi nazionali

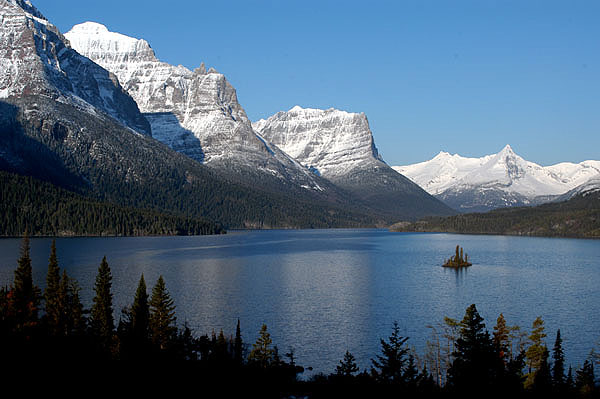
Parco nazionale dei Ghiacciai

Il "sistema dei parchi nazionali" (National Park System) è il complesso dei parchi e dei luoghi gestiti dal National Park Service. Questo sistema copre circa 338.000 km², dei quali 17.000 km² continuano a essere proprietà privata. Il parco maggiore, il Parco e Riserva nazionale di Wrangell-St. Elias, in Alaska, con 53.000 km² forma il 16% totale del sistema. L'unità più piccola del sistema è costituita dal Memorial Thaddeus Kosciuszko, in Pennsylvania, con 80 m².
Oltre a queste unità e altre proprietà che possiede o amministra, il National Park Service fornisce anche assistenza tecnica o finanziaria ad aree affiliate, con l'autorizzazione del Congresso. Tra queste aree sono da ricordare la Riserva nazionale dei Pini del New Jersey, di 4.711 km², e il Memorial Benjamin Franklin.

### Direttori

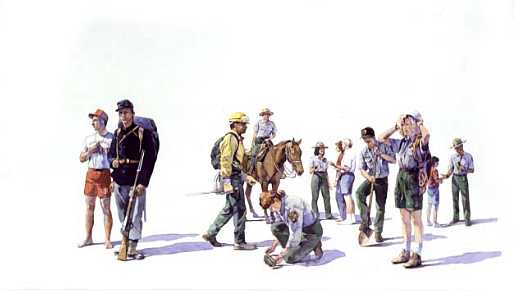
Dodici figure, la maggior parte con uniformi NPS, mostrate nelle occupazioni (da sinistra verso destra): una guardia del corpo, un rappresentante della Guerra Civile, vigili del fuoco, pattuglia a cavallo, ricercatore e/o risorse naturali con pesce, una ranger con due visitatori, un uomo di fatica, un alpinista/soccorritore e un giovane con un ranger.

1. Stephen Tyng Mather (16 maggio 1917 – 8 gennaio 1929)
2. Horace M. Albright (12 gennaio 1929 – 9 agosto 1933)
3. Arno B. Cammerer (10 agosto 1933 – 9 agosto 1940)
4. Newton B. Drury (20 agosto 1940 – 31 marzo 1951)
5. Arthur E. Demaray (1º aprile 1951 – 8 dicembre 1951)
6. Conrad L. Wirth (9 dicembre 1951 – 7 gennaio 1964)
7. George B. Hartzog, Jr. (9 gennaio 1964 – 31 dicembre 1972)
8. Ronald H. Walker (7 gennaio 1973 – 3 gennaio 1975)
9. Gary Everhardt (13 gennaio 1975 - 27 maggio 1977)
10. William J. Whalen (5 luglio 1977 – 13 maggio 1980)
11. Russell E. Dickenson (15 maggio 1980 – 3 marzo 1985)
12. William Penn Mott, Jr. (17 maggio 1985 – 16 aprile 1989)
13. James M. Ridenour (17 aprile 1989 – 20 gennaio 1993)
14. Roger G. Kennedy (1º giugno 1993 – 29 marzo 1997)
15. Robert Stanton (4 agosto 1997 – gennaio 2001)
16. Fran P. Mainella (18 luglio 2001 - ottobre 2006)
17. Mary A. Bomar (17 ottobre 2006 - 20 gennaio 2009)
18. Jonathan Jarvis (24 settembre 2009 - 3 gennaio 2017)
19. Michael T. Reynolds (3 gennaio 2017 - 24 gennaio 2018[5]
20. P. Daniel Smith (24 gennaio 2018[5][6] - 30 settembre 2019)
21. David Vela (1 ottobre 2019[6] - 7 agosto 2020[7])
22. Margaret Everson (7 agosto 2020 - 20 gennaio 2021)
23. Shawn Benge (20 gennaio 2021[8] - 16 dicembre 2021)
24. Charles F. "Chuck" Sams III (16 dicembre 2021[9] - attuale)